# Stazione della funicolare

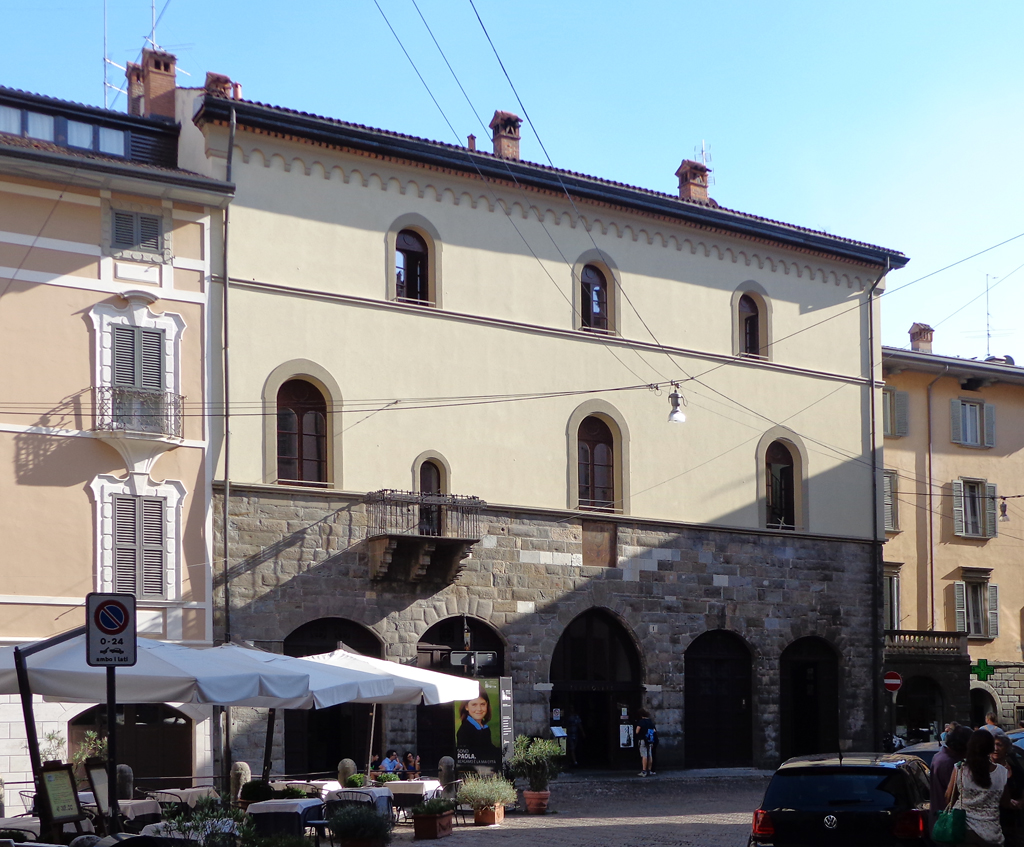
La stazione superiore o a monte della funicolare di Bergamo

Una stazione della funicolare è una località di servizio, delimitata da segnali di protezione, in cui avvengono le operazioni di movimento di funicolari o ascensori verticali (precedenze, deviazioni o incroci) e l'accesso alla rete dei viaggiatori.

## Descrizione
Una stazione è un impianto della funicolare nel quale si svolgono le attività che riguardano i passeggeri (arrivi e partenze).
Dal punto di vista impiantistico, una stazione della funicolare è dotata di un binario con una fune, avvolta attorno a una puleggia meccanica che permette al vagone di percorrere pendenze rilevanti.

### Funzioni di una stazione
Le stazioni della funicolare di solito hanno 2 funzioni:
- Stazioni per solo servizio viaggiatori:
  - stazione di transito e fermata;
  - stazione di origine dei vagoni.
- Stazioni per solo servizio merci:
  - stazione di transito e fermata;
  - stazione di origine dei vagoni con carico delle merci sul carrello funicolare.

## Tipologie di stazioni
Esistono 3 tipologie di stazioni della funicolare:
- Stazione inferiore o a valle: la stazione di partenza della funicolare.
- Fermata della funicolare: una fermata su richiesta del passeggero, solitamente lungo il percorso.
- Stazione superiore o a monte: la stazione finale dove arriva la funicolare.